# Collegio uninominale Liguria - 02 (Camera dei deputati 2020)
Il collegio elettorale uninominale Liguria - 02 è un collegio elettorale uninominale della Repubblica Italiana per l'elezione della Camera dei deputati.

## Territorio
Come previsto dalla legge n. 51 del 27 maggio 2019, il collegio è stato definito tramite decreto legislativo all'interno della circoscrizione Liguria.
È formato dal territorio di 13 comuni della provincia di Savona: Albisola Superiore, Albissola Marina, Cairo Montenotte, Celle Ligure, Dego, Giusvalla, Mioglia, Piana Crixia, Pontinvrea, Sassello, Stella, Urbe e Varazze, di 21 comuni della città metropolitana di Genova: Arenzano, Busalla, Campo Ligure, Campomorone, Casella, Ceranesi, Cogoleto, Crocefieschi, Isola del Cantone, Masone, Mele, Mignanego, Montoggio, Ronco Scrivia, Rossiglione, Sant'Olcese, Savignone, Serra Riccò, Tiglieto, Valbrevenna e Vobbia e da parte del territorio del comune di Genova (Municipi n. 5 Valpolcevera, n. 6 Medio Ponente e n. 7 Ponente)   
Il collegio è parte del collegio plurinominale Liguria - 01.

## Eletti
| Elezione | Elezione | Deputato    | Partito   |
| -------- | -------- | ----------- | --------- |
|          | 2022     | Ilaria Cavo | Cambiamo! |

## Dati elettorali

### XIX legislatura
Come previsto dalla legge elettorale, 147 deputati sono eletti con sistema a maggioranza relativa in altrettanti collegi uninominali a turno unico.
| Candidati                                 | Candidati             | Voti    | %     | Liste                          | Voti    | %     |
| ----------------------------------------- | --------------------- | ------- | ----- | ------------------------------ | ------- | ----- |
|                                           | Ilaria Cavo ✔️ Eletto | 55 317  | 37,45 | Fratelli d'Italia              | 30 387  | 20,57 |
| Lega per Salvini Premier                  | Ilaria Cavo ✔️ Eletto | 55 317  | 37,45 | 14 399                         | 9,75    |       |
| Forza Italia                              | Ilaria Cavo ✔️ Eletto | 55 317  | 37,45 | 7 770                          | 5,26    |       |
| Noi moderati/Lupi - Toti - Brugnaro - UDC | Ilaria Cavo ✔️ Eletto | 55 317  | 37,45 | 2 761                          | 1,87    |       |
|                                           | Katia Piccardo        | 50 682  | 34,32 | Partito Democratico - IDP      | 38 853  | 26,31 |
| Alleanza Verdi e Sinistra                 | Katia Piccardo        | 50 682  | 34,32 | 6 472                          | 4,38    |       |
| +Europa                                   | Katia Piccardo        | 50 682  | 34,32 | 4 583                          | 3,10    |       |
| Impegno Civico - Centro Democratico       | Katia Piccardo        | 50 682  | 34,32 | 774                            | 0,52    |       |
|                                           | Roberto Traversi      | 22 663  | 15,34 | Movimento 5 Stelle             | 22 663  | 15,34 |
|                                           | Mauro Avvenente       | 9 069   | 6,14  | Azione - Italia Viva - Calenda | 9 069   | 6,14  |
|                                           | Fabio Montorro        | 3 679   | 2,49  | Italexit                       | 3 679   | 2,49  |
|                                           | Giordano Mangione     | 2 523   | 1,71  | Italia Sovrana e Popolare      | 2 523   | 1,71  |
|                                           | Gianluca Traverso     | 2 398   | 1,62  | Unione Popolare                | 2 398   | 1,62  |
|                                           | Luana Ciambellini     | 1 217   | 0,82  | Vita                           | 1 217   | 0,82  |
|                                           | Salvatore Monaco      | 143     | 0,10  | Noi di Centro – Europeisti     | 143     | 0,10  |
| Totale                                    | Totale                | 147 691 | 100   |                                | 147 691 | 100   |
|                                           |                       |         |       |                                |         |       |
| Schede bianche                            | Schede bianche        | 2 065   | 1,33  |                                |         |       |
| Schede nulle                              | Schede nulle          | 5 374   | 3,46  |                                |         |       |
| Votanti                                   | Votanti               | 155 130 | 63,85 |                                |         |       |
| Elettori                                  | Elettori              | 242 943 |       |                                |         |       |